# Braväcovo
Braväcovo es un municipio situado en el distrito de Brezno, en la región de Banská Bystrica, Eslovaquia. Tiene una población estimada, en noviembre de 2022, de 675 habitantes.
Está ubicado al noreste de la región, cerca del curso alto del río Hron —un afluente izquierdo del Danubio— y de la frontera con las regiones de Žilina y Prešov.

## Demografía
| Año        | 1994 | 2004    | 2014    | 2024    |
| ---------- | ---- | ------- | ------- | ------- |
| Población  | 745  | 727     | 694     | 647     |
| Diferencia |      | −2,41 % | −4,53 % | −6,77 % |

| Año        | 2023 | 2024    |
| ---------- | ---- | ------- |
| Población  | 649  | 647     |
| Diferencia |      | −0,30 % |